# Cereopsius vittipennis
Cereopsius vittipennis är en skalbaggsart som först beskrevs av Fisher 1935.  Cereopsius vittipennis ingår i släktet Cereopsius och familjen långhorningar. Inga underarter finns listade i Catalogue of Life.